# Jarzembowskia edmundi
Jarzembowskia edmundi is een keversoort uit de familie Ithyceridae. De wetenschappelijke naam van de soort is voor het eerst geldig gepubliceerd in 1997 door Zherikhin & Gratshev.